# Christian Bouckenooghe
Christian Bouckenooghe, plus communément appelé Chris Bouckenooghe ou encore Kris Bouckenooghe, né le 7 février 1977, est un footballeur international néo-zélandais, évoluant au poste de défenseur.

## Carrière
Bouckenooghe débute en Nouvelle-Zélande, à Tauranga City avant de prendre la direction de l'Angleterre, avec le Rotherham United et fait une saison dans le ventre mou de la Second Division (ancienne troisième division anglaise).
À partir de 1996, il décide d'évoluer en Belgique, pays de son père. Christian signe avec le KSV Waregem, en seconde division et manque la promotion, terminant deuxième du tour final. Bouckenooghe quitte Waregem après une saison et rejoint le KSV Roulers. Dès sa première saison, il remporte le championnat de troisième division belge et revient en Division 2, où il reste encore deux ans.
En 1998, il joue, pour la première fois, avec l'équipe de Nouvelle-Zélande et est sélectionné pour la Coupe des confédérations 1999. Il est titulaire lors des trois matchs des phases de groupes mais son équipe est éliminée dès le premier tour. Un an après, il remporte la Coupe d'Océanie de football 2000.
Après une saison avec le SVD Handzame, en quatrième division, il signe avec le KV Ostende et échoue en finale du tour final de la troisième division. Entretemps, il conserve son titre de champion d'Océanie en 2002 et participe à la Coupe des confédérations 2003, où il joue deux matchs dont un comme titulaire.
Bouckenooghe ne reste qu'une année et rejoint le KSK Renaix en deuxième division. Cependant, une saison après, il quitte le club et revient au KSV Roulers. Bouckenooghe joue son premier match en première division lors de la saison 2005-2006. Après deux saisons avec le Red Star Waasland, il s'exile au De Ruiter Roeselaere, évoluant au niveau amateur.

## Palmarès
- Champion de troisième division belge en 1998 avec le KSV Roulers